# Вугледарська міська територіальна громада
Вугледарська міська територіальна громада — територіальна громада в Україні, на території Волноваського району Донецької області. Адміністративний центр — місто Вугледар.
Утворена 11 жовтня 2019 року шляхом приєднання Павлівської і Степненської сільських рад Мар'їнського району до Вугледарської міської ради обласного значення. Реорганізована в рамках реформи 17 липня 2020 року.

## Населені пункти
До складу громади входять 1 місто (Вугледар) і 14 сіл: Березове, Богоявленка, Водяне, Давидовське, Єгорівка, Максимівка, Микільське, Новоукраїнка, Павлівка, Пречистівка, Солодке, Степне, Тарамчук, Шевченко.